# Riccardo Piscitelli
Riccardo Piscitelli (Vimercate, Italia, 10 de octubre de 1993) es un futbolista italiano. Juega de portero y su equipo es el Újpest F. C. de la Nemzeti Bajnokság I.

## Selección nacional
Ha sido internacional con la selección de fútbol de Italia en categoría sub-18, sub-19 y sub-20. 

## Clubes
| Club                     | País     | Año       |
| ------------------------ | -------- | --------- |
| A. C. Milan              | Italia   | 2011-2012 |
| Carrarese (cedido)       | Italia   | 2012-2013 |
| Benevento Calcio         | Italia   | 2013-2018 |
| Carpi F. C.              | Italia   | 2018-2019 |
| F. C. Dinamo de Bucarest | Rumanía  | 2019-2020 |
| C. D. Nacional           | Portugal | 2020-2021 |
| Mezőkövesd-Zsóry SE      | Hungría  | 2021-2024 |
| Újpest F. C.             | Hungría  | 2024-     |

## Palmarés

### Campeonatos nacionales
| Título              | Club        | País   | Año  |
| ------------------- | ----------- | ------ | ---- |
| Supercopa de Italia | A. C. Milan | Italia | 2011 |